# توجيه ليزري

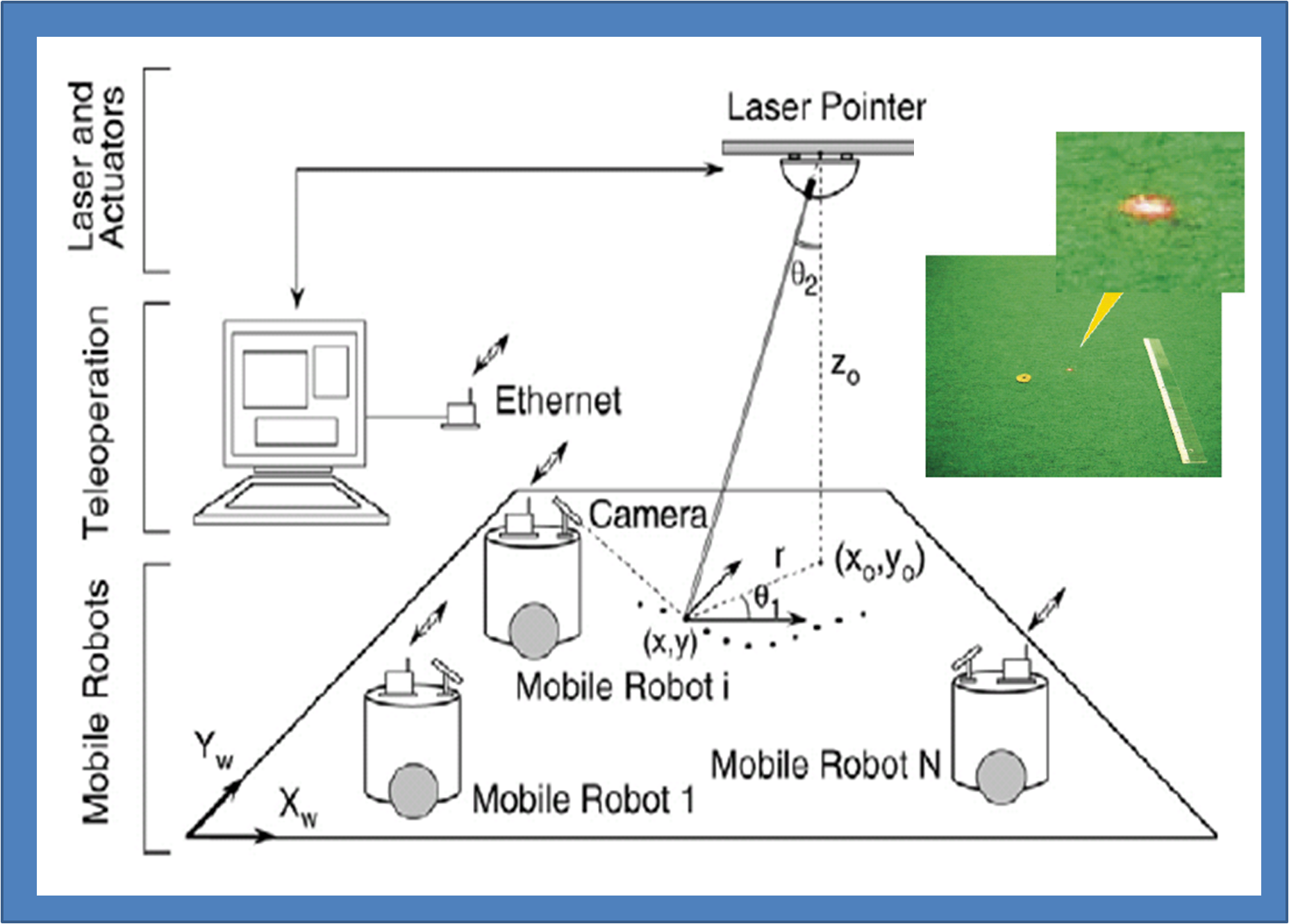
توجيه روبوت محمول باستخدام حزمة ليزر (رسم تخطيطي)

يرشد التوجيه بالليزر نظام الروبوتات إلى موضع الهدف باستخدام شعاع ليزر. ويتحقق التوجيه الليزري للروبوت من خلال تسليط ضوء الليزر ومعالجة الصور والاتصالات لتحسين دقة التوجيه.
والفكرة الأساسية هي اظهار مواقع الأهداف للروبوت بتسليط ضوء الليزر بدلاً من التواصل معها رقمياً. وتسهل هذه الواجهة المبسطة توجيه الروبوت بينما تحسن التغذية الراجعة البصرية دقة تحديد المواقع وتسمح بالتعيين الضمني. وقد يعمل نظام التوجيه أيضا كوسيط لعدة روبوتات تعاونية. وتعرض أمثلة على التجارب الأولية لتوجيه روبوت بواسطة مؤشر ليزر في الفيديو. يشمل التوجيه بالليزر مجالات الروبوتية والرؤية الحاسوبية وواجهة المستخدم وألعاب الفيديو والاتصالات وتقنيات المنزل الذكي.

## الأنظمة التجارية
وربما كانت شركة سامسونج للإلكترونيات المحدودة تستخدم هذه التقنية في المكانس الكهربائية الروبوتية منذ عام 2014.
تقدمت شركة جوجل بطلب للحصول على براءة اختراع من مكتب الولايات المتحدة للبراءات والعلامات التجارية (USPTO) بشأن استخدام الضوء المرئي أو شعاع ليزر بين الأجهزة لتمثيل العلاقات والتفاعلات بينها (طلب رقم 13/659,493، والمنشور برقم 2014/0363168). ومع ذلك، لم تُمنح براءة اختراع لشركة جوجل بخصوص هذا الطلب.

## الاستخدام العسكري
يستخدم الجيش التوجيه بالليزر لتوجيه صاروخ أو مقذوف أخر أو مركبة إلى هدف عن طريق شعاع ليزر (الليدار)، على سبيل المثال توجيه ركوب الشعاع أو التوجيه التلقائي شبه النشط بالليزر (SAL). تسمى هذه التقنية أحيانا SALH، اختصاراً لتوجيه الليزر شبه النشط. باستخدام هذه التقنية، يبقى الليزر مصوَّبا نحو الهدف ويرتدّ إشعاع الليزر عن الهدف ويستطار في جميع الاتجاهات (وهذا ما يعرف باسم "تحديد الهدف"، أو "التحديد بالليزر"). يُطلَق الصاروخ أو تُلقى القنبلة وما إلى ذلك في مكان ما بالقرب من الهدف.
و يكتشف باحث الليزر - عندما يكون قريباً بما فيه الكفاية لتصل اليه بعض طاقة الليزر المنعكسة من الهدف - الاتجاه الذي تأتي منه هذه الطاقة ويضبط مسار المقذوف نحو المصدر. وعندما يكون المقذوف في المنطقة العامة وأُبقي الليزر مسدداً نحو الهدف، فينبغي أن يكون المقذوف مُوجّهاً بدقة إلى الهدف.
ومع ذلك، فإن SALH لايكون مفيداً ضد الأهداف التي لا تعكس الكثير من طاقة الليزر، بما في ذلك تلك المطلية بطلاء خاص يمتص طاقة الليزر. ومن المرجح أن تستخدم المركبات العسكرية المتقدمة هذا على نطاق واسع من أجل زيادة صعوبة استخدام مٌحددات الليزر ضدها بحيث يغدو من الصعب أصابتها بالذخائر الموجهة بالليزر.
سيكون التحايل الواضح هو مجرد توجيه الليزر بالقرب من الهدف. التدابير المضادة للتوجيه بالليزر هي أنظمة كشف الليزر، وستار الدخان، وأنظمة الحماية النشطة المضادة لليزر.

## أنظر أيضاً
- نظام التوجيه
- مقدر مدى ليزري
- قائمة مقالات الليزر
- قائمة تطبيقات الليزر